# Hřibojedy
Hřibojedy – gmina w Czechach, w powiecie Trutnov, w kraju hradeckim. Według danych z dnia 1 stycznia 2014 liczyła 215 mieszkańców.